# 华严农场
华严农场是中华人民共和国湖北省孝感市汉川市下辖的一个类似乡级单位。

## 行政区划
华严农场下辖以下行政区单位：
四坮生产队、曾湾生产队、永镇堡生产队、景湾生产队、赵家咀生产队、富春生产队、马桥生产队、杨集生产队、刘垸生产队、杨坮生产队、农林生产队、陈湾生产队、茨湾生产队和蚌湖生产队。